# Lifthill

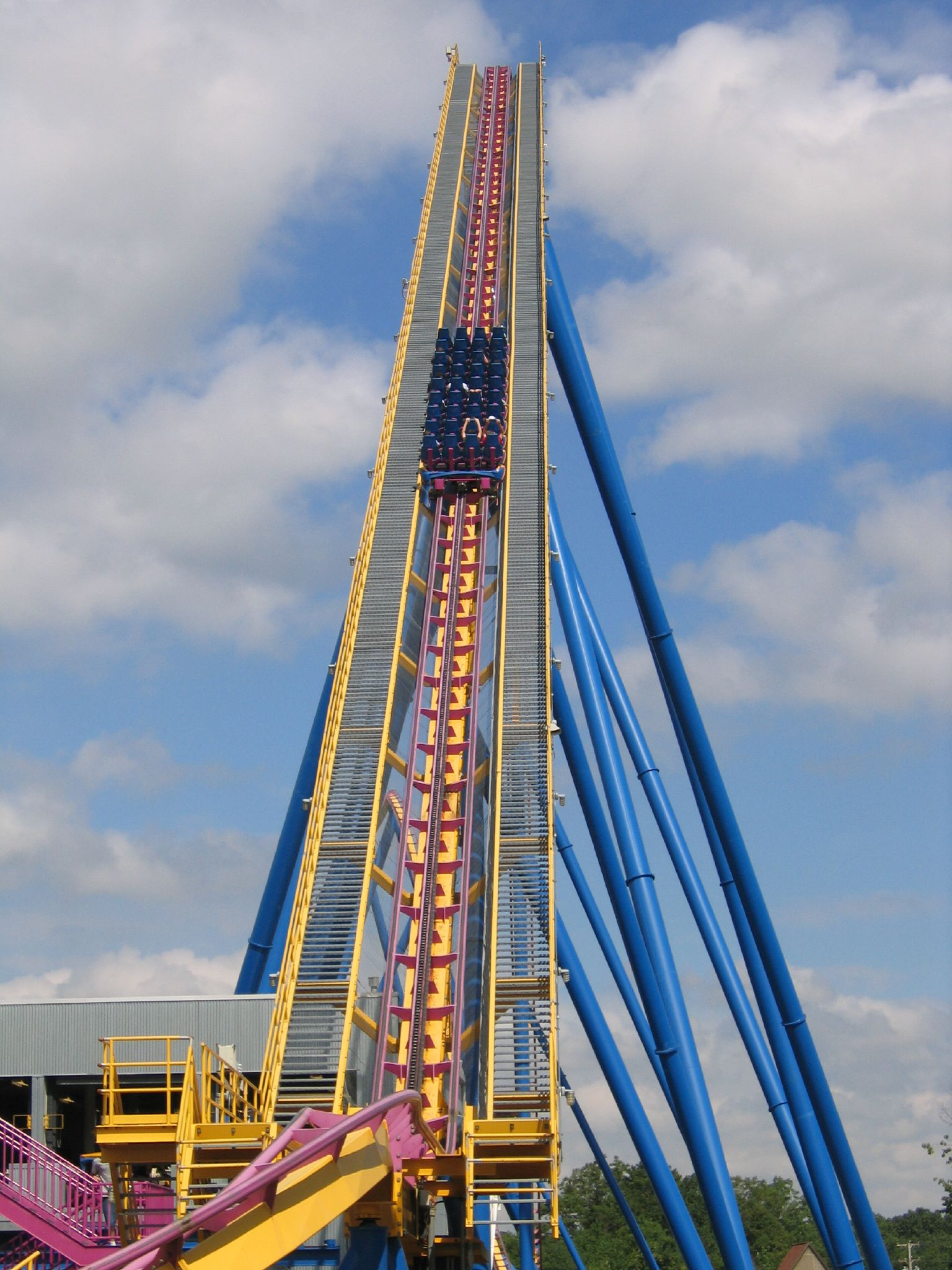
Lifthill von Nitro in Six Flags Great Adventure

Ein Lifthill ist ein ansteigender Gleisabschnitt auf einer Achterbahn, auf dem der Achterbahnzug mechanisch auf einen erhöhten Punkt oder eine Spitze im Gleis angehoben wird. Beim Erreichen des Gipfels wird der Zug dann durch die Schwerkraft vom Gipfel getrieben und rollt den Rest der Strecke normalerweise aus dem dadurch gewonnenen Schwung, einschließlich der meisten oder aller verbleibenden Steigungsabschnitte. Der erste ansteigende Abschnitt einer Achterbahnstrecke ist normalerweise ein Lifthill, da der Zug gewöhnlich in einer geringen Höhe beginnt, obwohl einige Achterbahnen erhöhte Stationen haben, die ein anfängliches Gefälle ohne Lifthill ermöglichen. Einige Strecken enthalten auch mehrere Lifthills.

## Varianten
Lifthills sind grundlegend in zwei Kategorien einzuteilen: einen Kettenlift mit einer langen, durchgehenden Kette, an der die Züge einhaken und nach oben getragen werden, oder ein Antriebsreifensystem, bei dem mehrere motorgetriebene Reifen (Reibräder) den Zug nach oben schieben. Ein typischer Kettenaufzug besteht fahrzeugseitig aus einem schweren Metallhaken, der an der Unterseite eines der Waggons des Zuges montiert wird, um sich im Lifthill einzuklinken.
Die Kette läuft durch einen Stahltrog und wird normalerweise von einem oder mehreren Motoren angetrieben, die unter dem Lifthill montiert sind. Die Haken unter jedem Zug werden von der Kette erfasst und der Zug wird den Aufzug hochgezogen. Anti-Rückroll-Klauen greifen in eine Zahnstange (Ratschenschiene) neben der Kette ein, um zu verhindern, dass der Zug den Lifthill hinunterrollt, falls es zu einer Fehlfunktion der Kette kommt. An der Spitze des Aufzugs umschlingt diese ein Zahnrad, wo sie ihren Rücklauf zum unteren Ende des Aufzugs beginnt; der Zug wird so lange mitgezogen, bis die Schwerkraft überwiegt und er bergab beschleunigt. Die federbelastete Kette und die Anti-Rückroll-Klauen lösen sich dabei von selbst.

### Vertikaler Kettenlift

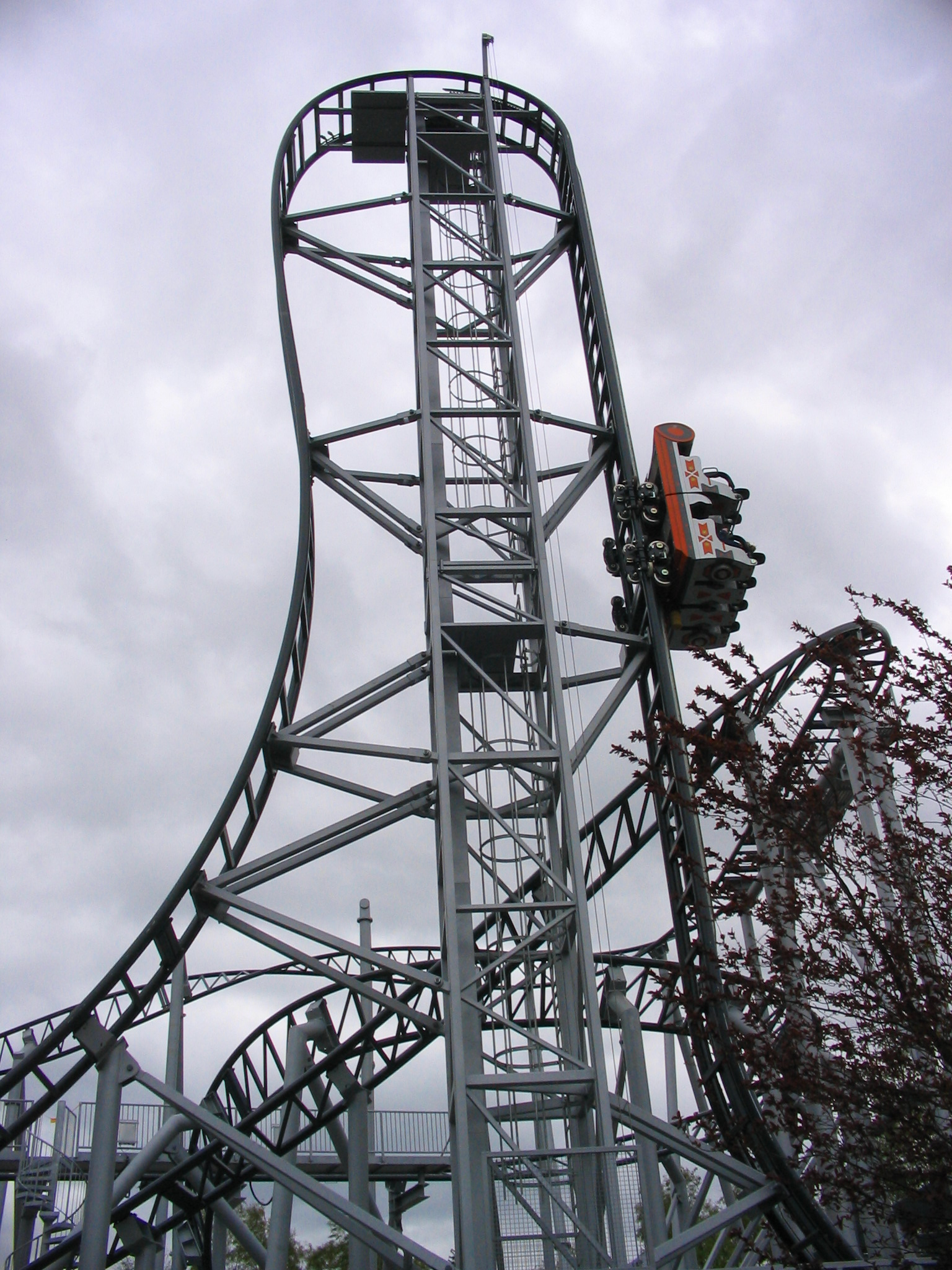
Vertikaler Kettenlift von Typhoon im Bobbejaanland

Eine Sonderform des Kettenlifts ist der vertikale Kettenlift. Dieser findet vor allem bei den Euro-Fighter-Modellen des Herstellers Gerstlauer Amusement Rides Einsatz. Hierbei werden die Wagen senkrecht den Turm hinauf gezogen, wobei die Fahrgäste während der Aufwärtsfahrt somit auf dem Rücken liegen.

### Intamin-Seillift

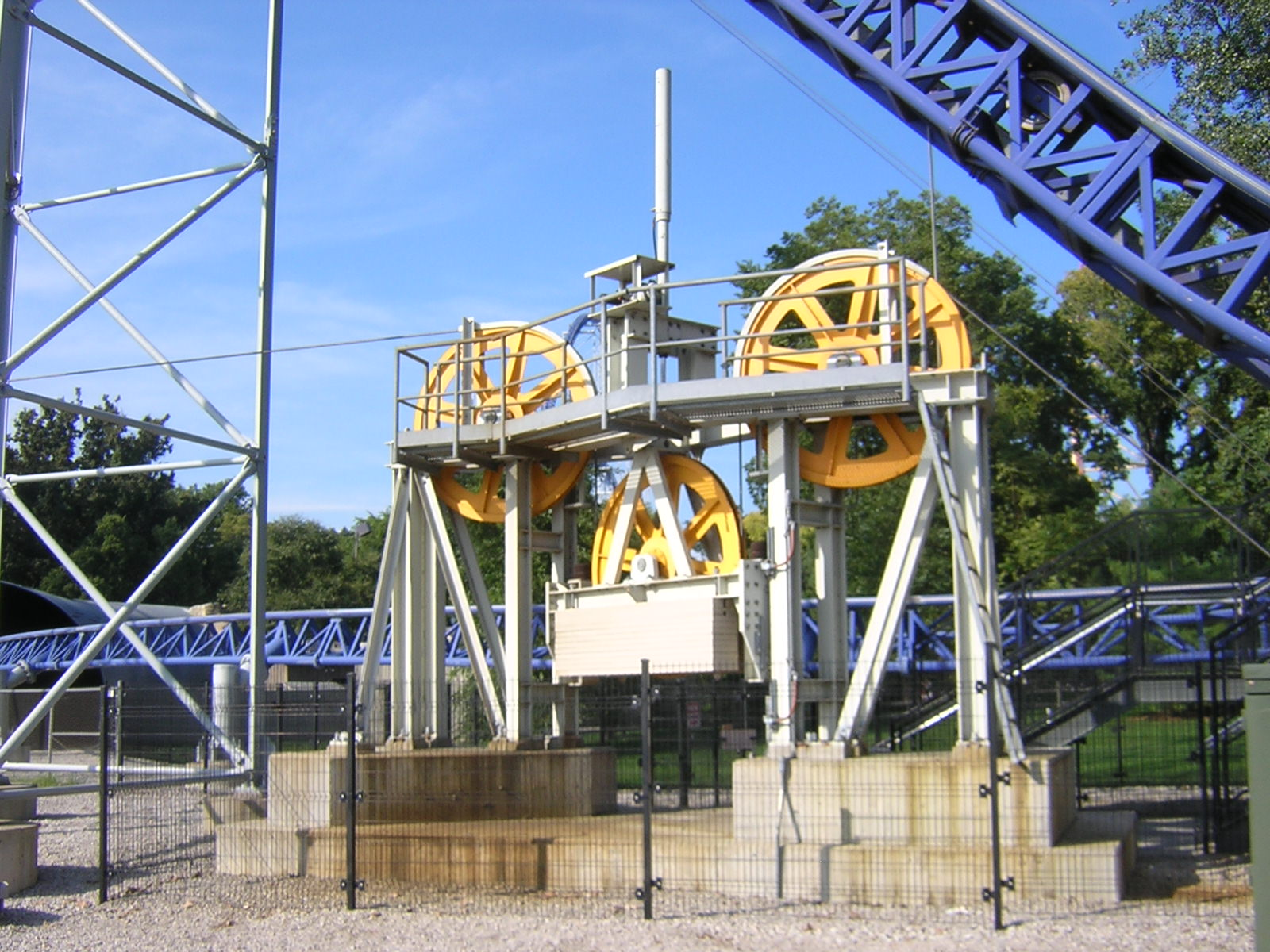
Seillift-Spannmechanismus von Millennium Force in Cedar Point
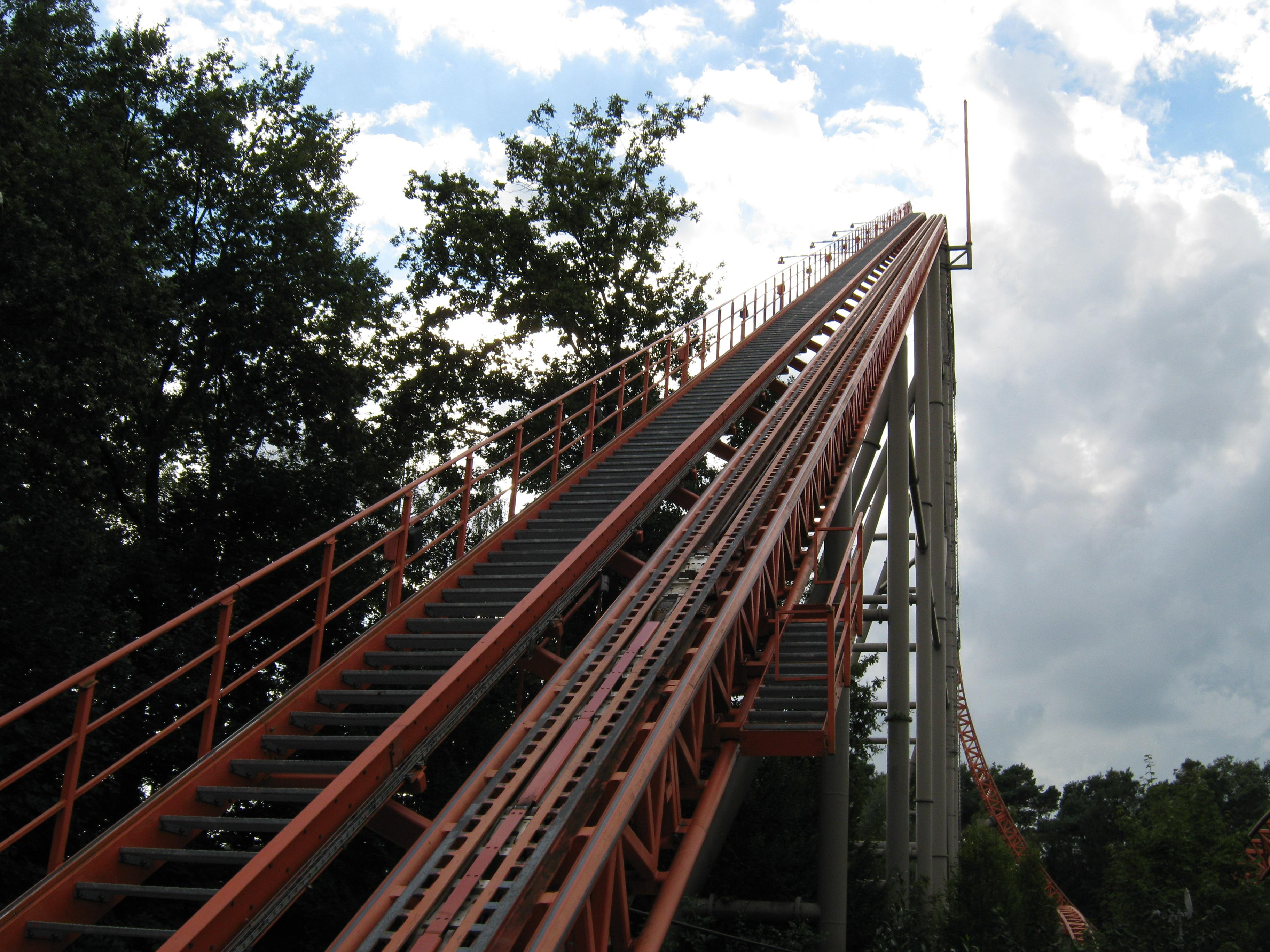
Seillift von Expedition GeForce im Plopsaland Deutschland

Der Intamin-Seillift (auch Kabellift genannt) ist ein Hebemechanismus, der erstmals bei Millennium Force in Cedar Point in Sandusky, Ohio, eingesetzt wurde. Dieser Aufzugstyp wurde auch für Pantherian in Kings Dominion, Expedition GeForce in Plopsaland Deutschland, Goliath in Walibi Holland, Piraten in Djurs Sommerland, Thunder Dolphin in Tokyo Dome City und viele mehr verwendet. Derzeit gibt es nur zwei Holzachterbahnen, die einen Seillift nutzen: El Toro in Six Flags Great Adventure und T Express bei Everland.
Der Seillift verwendet ein Seil aus Metall, das an einem Fangwagen befestigt ist, der sich in einem separaten Kanal zwischen den Gleisschienen den Lifthill auf- und abbewegt. Auf mehreren Bahnen rollt der Fangwagen in den Bahnhof und klinkt sich in die vorderen Wagen des Zuges ein, um ihn den Lifthill hinauf zu befördern. Dazu muss der Lifthill direkt vor der Station positioniert werden. El Toro war die erste Achterbahn, die eine Abzweigung zwischen Bahnhof und Seilbahnhügel einbaute und war die erste (und bisher einzige) dieser Art, die den Fangwagen während der Fahrt einschaltete. Sobald der Zug in den Fangwagen einrastet, wird die Geschwindigkeit erhöht und der Zug schnell nach oben auf den Aufzug gezogen. Da ein Seil leichter als eine Kette ist, sind Seilaufzüge wesentlich schneller als Kettenaufzüge. Ein Seil erfordert auch weniger Wartung als eine Kette. Ein weiterer Vorteil für die Fahrt ist, dass Seillifte in der Regel leise sind, unter anderem weil sich die Hauptantriebswinde direkt unter der Oberseite des Aufzugs befindet, eine Position, die normalerweise relativ weit von den für Gäste zugänglichen Bereichen entfernt ist, während bei Kettenliften im Vergleich dazu allein durch die über die Ratschenschiene ziehenden Anti-Rückroll-Klauen eine meistens nicht unerhebliche Geräuschbelastung entsteht.

### Reibradantrieb

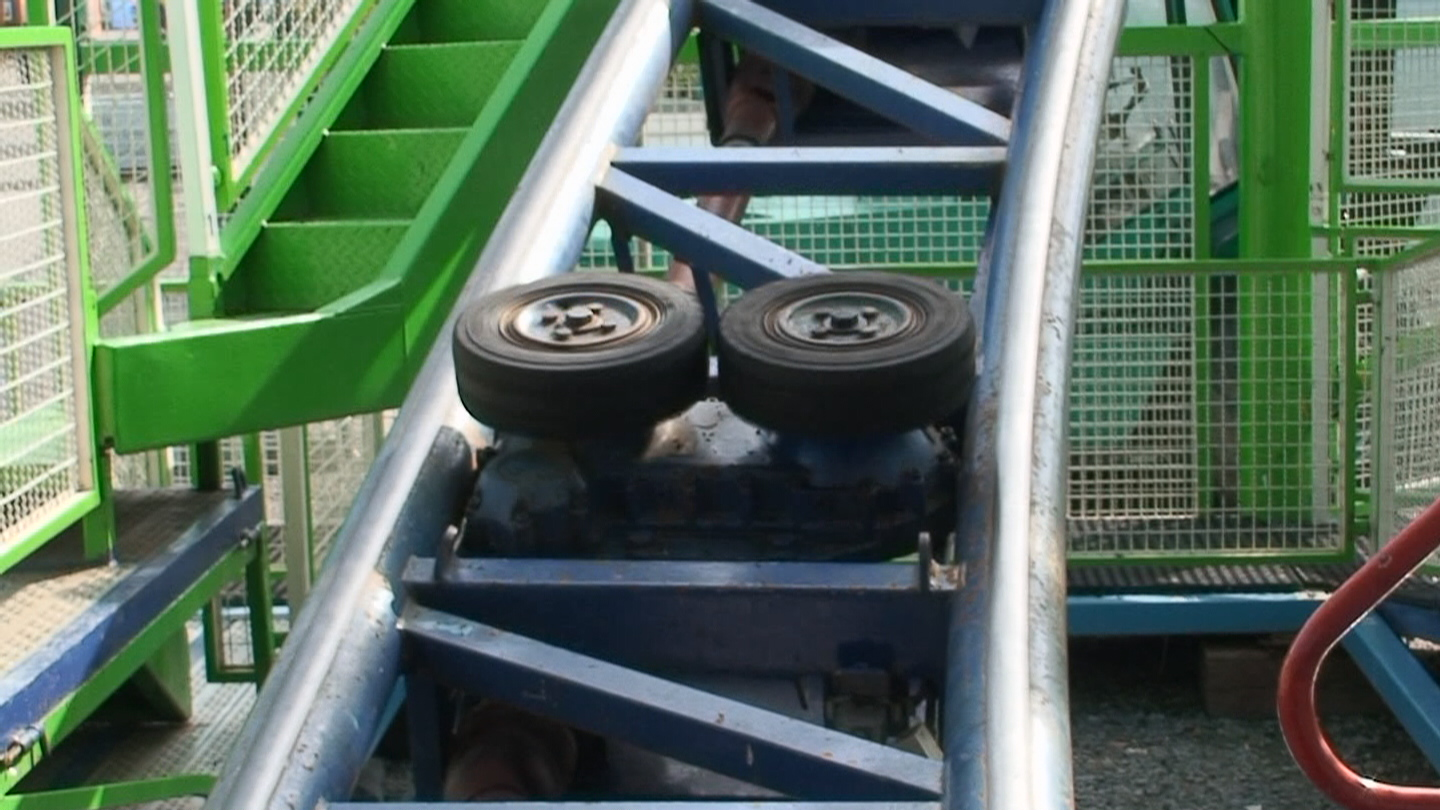
Reibräder der Alpina Bahn

Ein Reibradlift ist eine Art Hebemechanismus, bei dem zwei Räder entweder in einer horizontalen oder in einer vertikalen Position platziert werden. Sie werden häufig für Bremsfahrten, Aufzüge, Lagerung, allgemein Antrieb und mehr verwendet. Der Zug hat eine kleine vertikale Schiene, an der sich die beiden Reibräder an jeder Seite treffen. Dann ziehen die Räder den Zug langsam nach oben. Ein Anti-Rückroll-System ist nicht erforderlich, da die Räder eng an der Schiene anliegen und den Zug damit vollautomatisch bremsen, sobald sie blockieren.

### LSM-Lift

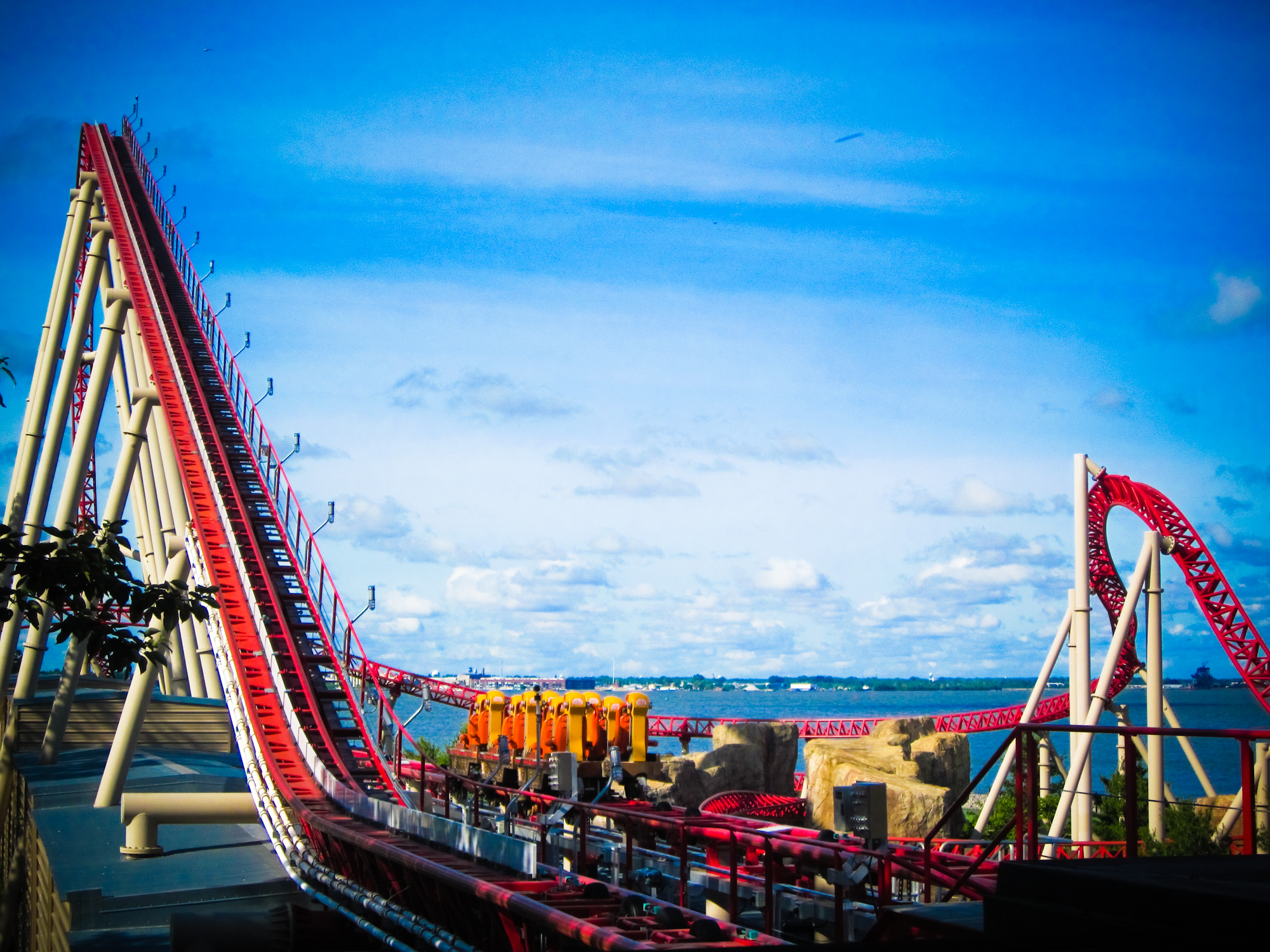
LSM-Lift von Maverick in Cedar Point

Neben den mechanischen Lifthillvarianten mit Kette, Seil oder Reibrädern gibt es auch noch die Variante mit berührungslosem Linearmotor. Hierbei werden die Züge, ähnlich wie bei einem Launched Coaster, über einen LSM-Antrieb in die Höhe befördert. Bisher wurden fünf Achterbahnen mit dieser Liftvariante hergestellt.

### Riesenradlift
Der Riesenradlift ist eine Aufzugsart, die auf dem rotierenden kreisförmigen Design eines Riesenrads basiert. Es wurde von Premier Rides erstellt und existiert auf Round About (ehemals Maximum RPM), das im Freestyle Music Park in Myrtle Beach, South Carolina, betrieben wurde, bevor es abgebaut und in einen Park in Vietnam verlegt wurde. Es verwendet eine Riesenrad-ähnliche Bewegung, um die Wagen nach oben zu heben wie die Gondeln bei einem Riesenrad. Die Wagen werden dann auf die Strecke gelassen.

### Aufzuglift
Der Aufzug wird typischerweise in einer Einzelkabine oder einem kurzen Doppelkabinenzug verwendet. Der Wagen fährt auf einem Gleisstück in Position, das dann zusammen mit dem Wagen vertikal angehoben wird, ähnlich einem Personenaufzug. Einige dieser Systeme verwenden eine einzige Kabine und ein zweites Gleisstück in der gegenüberliegenden Position als Gegengewicht. Bei der Einzelkabine kann die Schiene nach links oder rechts gebogen werden, da die beiden Gleise auf halber Strecke aneinander vorbeilaufen. Die erste Achterbahn, die ein Aufzugsystem mit Gegengewicht einsetzte, war Batflyer im Lightwater Valley. Es wird vermutet, dass dieselben Designer Caripro gründeten, die dann zwischen 1997 und 2001 neun Vertikallift-Untersetzer konstruierten. Der von Mack Rides gebaute Matterhorn-Blitz im Europa-Park war der erste, der ein zweigleisiges System mit einer einzigen Kabine verwendete.

### Trommellift

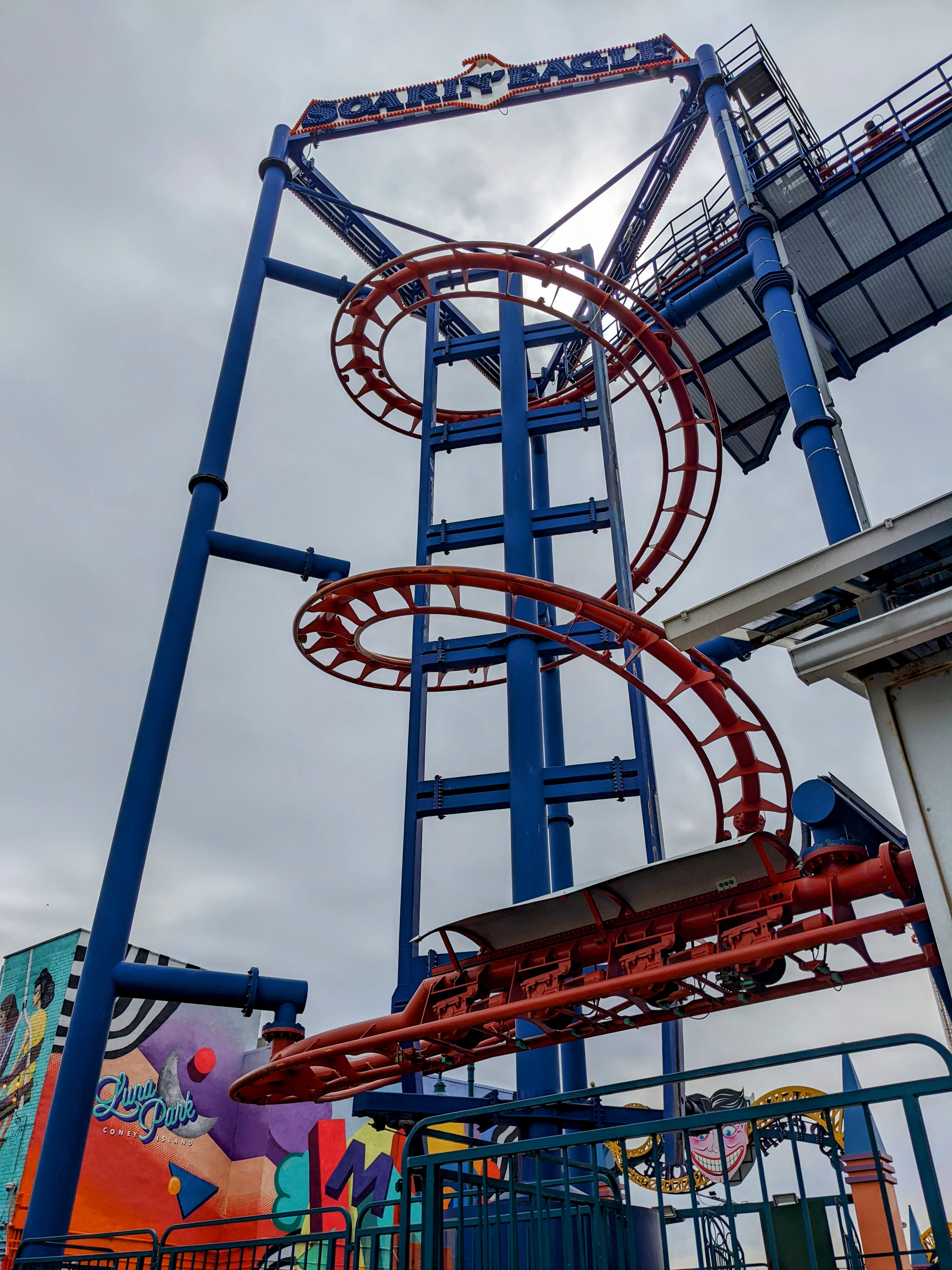
Trommellift der Soarin’ Eagle im Lunapark

Bei einem Trommellift ist der Aufstieg nicht langgestreckt, wie bei einem klassischen Lifthill, sondern bildet eine wendelförmige Helix, in deren Mitte sich ein Drehkörper befindet. Am unteren Ende werden die Wagen mit Hilfe eines seitlichen Mitnehmers gegriffen und die Helix hinauftransportiert. Am oberen Ende wird die Verbindung zwischen Drehkörper und Wagen wieder gelöst. Trommellifte ermöglichen – ähnlich wie Aufzuglifte – eine sehr kompakte Bauweise. Sie kommen ohne Kette oder Seil aus und sind mechanisch relativ einfach gebaut, daher sind sie verschleißarm und geräuscharm.
Nur eine Handvoll Anlagen verfügen über ein solches Liftsystem, darunter Euro-Mir und Eurosat – CanCan Coaster im Europa-Park, aber auch die Volare-Modelle des Herstellers Zamperla.

### Tilt-Lift- / Thrill-Lift-Bereich
Ein Tilt-Lift ist eine neue Art, Achterbahnen zu erhöhen. Der Tilt-Lift ist im Wesentlichen ein Aufzugslift, aber der Aufzugslift dreht sich um 90 Grad, sodass der Zug jetzt vertikal ausgerichtet ist, mit der Nase des Zuges zum Boden. Dieses Design wurde noch nicht erstellt; die einzigen Orte, an denen dies vorkommt, sind die Videospiele RollerCoaster Tycoon 3, Thrillville Off the Rails und Coaster Crazy. Es gibt jedoch Achterbahn-Designs, die den Kippaspekt dieses Aufzugs bereits nutzen. Der erste in Betrieb befindliche Tilt Coaster der Welt ist Gravity Max im Lihpao Land in Taiwan. Die Achterbahn wurde von Vekoma gebaut. Bei dieser Achterbahn wird der Zug, nachdem er einen Ketten-Lifthill hinaufgefahren ist, auf einem horizontalen Gleisabschnitt gehalten, der dann nach vorne kippt, um zu einem vertikalen Abschnitt zu werden, der dann in einen durch die Schwerkraft beschleunigten vertikalen Fall führt. Das chinesische Unternehmen Golden Horse hat mehrere inoffizielle Nachbildungen erstellt, von denen jede einen weniger als vertikalen Abfall und deutlich unterschiedliche Streckenelemente aufweist. Es gibt aber Kettenlifte, die so ausgerichtet sind, dass sie den Wagen vertikal nach oben ziehen, wie das beispielsweise beim Kärnan der Fall ist.

## Rückrollbremse

Schematische Darstellung einer Rückrollbremse

Das bekannte Klick-Geräusch, das beim Auffahren einer Achterbahn auf dem Lift auftritt, wird nicht durch die Kette selbst verursacht. Die Ursache für dieses Geräusch ist eine Sicherheitsvorrichtung, die an Lifthills verwendet wird – die Rückrollsperre. Diese Sicherung ist ein Standard-Sicherheitsmerkmal, das typischerweise aus einem durchgehenden, sägezahnförmigen Metallabschnitt besteht, der eine Ratschenschiene bildet.
Achterbahnzüge sind mit Klauen ausgestattet, bei denen es sich im Wesentlichen um hochbelastbare Metallstücke handelt, die in jede Nut der Anti-Rückroll-Vorrichtung auf dem Gleis rutschen und langsam weitergezogen werden, wenn die Züge den Lifthill hinauffahren. Sollte die Kette durch einen Stromausfall oder einen Bruch ausfallen, blockiert der Zug dadurch sofort in seiner aktuellen Position und kann nicht zurückfallen.
Diese technische Besonderheit wurde von der ähnlichen Technik abgeleitet, die ursprünglich ab 1846 auf der Mauch Chunk Switchback Railway in Pennsylvania verwendet wurde. Auch das gesamte Konzept der modernen Achterbahn wurde in dieser Hinsicht zunächst von dieser Eisenbahn inspiriert.

## Menschlicher Antrieb
Üblicherweise wird der Liftaufzug von einem Elektromotor angetrieben. Bei manchen Achterbahnen für Kleinkinder kann dieser Antrieb allerdings auch menschlich geschehen. Dabei nimmt eine erwachsene Person auf einer Art stationärem Fahrrad Platz und tritt in die Pedale, um den einzelnen Wagen inklusiv Kind in die Höhe zu befördern. Beispiele davon sind Knollis Mais Express im Karls Erlebnis-Dorf Döbeln oder Knollis Mini-K2 im Karls Erlebnis-Dorf Elstal. Die Roller Coaster DataBase listet zurzeit 79 Achterbahnen mit menschlichem Antrieb weltweit.